# Eubazus definitus
Eubazus definitus är en stekelart som först beskrevs av Muesebeck 1957.  Eubazus definitus ingår i släktet Eubazus och familjen bracksteklar. Inga underarter finns listade i Catalogue of Life.